# Teuchothrips disjunctus
Teuchothrips disjunctus är en insektsart som först beskrevs av Ian A. Hood 1918.  Teuchothrips disjunctus ingår i släktet Teuchothrips och familjen rörtripsar. Inga underarter finns listade i Catalogue of Life.